# V353 Большой Медведицы
V353 Большой Медведицы (лат. V353 Ursae Majoris) — одиночная переменная звезда в созвездии Большой Медведицы на расстоянии приблизительно 11878 световых лет (около 3642 парсеков) от Солнца. Видимая звёздная величина звезды — от +13,35m до +12,82m.

## Характеристики
V353 Большой Медведицы — пульсирующая переменная звезда типа RR Лиры (RRAB).